# Antonio Aliotta
Antonio Aliotta (Palermo, 18 gennaio 1881 – Napoli, 1º febbraio 1964) è stato un filosofo italiano.
Fu componente dell'Accademia Nazionale dei Lincei, nonché dell'Accademia Pontaniana e della Società Nazionale di Scienze, Lettere e Arti.

## Biografia
Fondò la rivista internazionale di filosofia Logos e fu autore di una decina di monografie.
Allievo di Felice Tocco e Francesco De Sarlo, fu influenzato molto dalla concezione della conoscenza scientifica del secondo, che si rifaceva alle teorie di Franz Brentano.
Nel primo periodo della sua vita, Aliotta si interessò in particolar modo alla psicologia sperimentale come ricercatore, mentre in un secondo periodo, approssimativamente dal 1944, rivolse il suo interesse alla filosofia e all'epistemologia.
Tra i suoi allievi vi furono Nicola Abbagnano, Paolo Filiasi Carcano, Cleto Carbonara, Renato Lazzarini, Giuseppe Martano, Alberto Marzi, Nicola Petruzzellis, Michele Federico Sciacca, Luigi Stefanini, anche se la sua indole non dogmatica e aperta "a diverse culture e suggestioni" non diede luogo alla formazione di una vera e propria scuola riferibile al suo nome, ma incoraggiò i suoi allievi a indirizzarsi su percorsi culturali autonomi, emancipandosi dall'egemonia esercitata dal neoidealismo di Benedetto Croce e di Giovanni Gentile.
Al suo magistero può essere associato anche la figura dello psicanalista Cesare Musatti, che si indirizzò allo studio della psicologia dopo aver assistito alle lezioni sull'argomento tenute da Aliotta all'Università di Padova nell'anno accademico 1915-16.
Il 19 febbraio 1951 divenne socio dell'Accademia delle scienze di Torino.
A lui è intitolato il dipartimento di filosofia dell'Università degli studi di Napoli "Federico II".

## Pensiero

### Psicologia
Nella sua prima fase, prettamente psicologica, agli inizi del nuovo secolo, Aliotta afferma che i fatti psichici non possono essere quantificati come avviene con i fatti fisici esistenti e misurabili, in quanto i fatti psichici sono elementi costitutivi della coscienza. 
La psicologia, perciò, essendo una scienza empirica che studia i fatti psichici interni al soggetto, avrebbe dovuto servirsi del metodo dell'introspezione, riferendosi a formulazioni matematiche al solo scopo simbolico.

### La filosofia
La particolare concezione della conoscenza dell'autore, intesa né come esistente in sé, né come iscritta nel processo dialettico del pensiero, lo allontanò sia dalle posizioni positiviste che da quelle neoidealiste.
Nelle sue opere emerge una visione contraria all'idealismo: né Hegel, nemmeno Fichte, né tanto meno Schelling col loro proposito di racchiudere tutta la realtà nel pensiero, sebbene con sfumature diverse, soddisfano Aliotta, che invece paragona il pensiero a un processo vivente, costruito da tanti centri individuali tesi verso una armonia, continuatrice dei fenomeni dell'universo.

Aliotta si sofferma sulla coordinazione delle conoscenze, sulle intese fra le persone, sulla sintesi della scienza e soprattutto sulla ricerca filosofica a cui assegna il compito particolare di supervisione dei campi di conoscenza con il fine di limitarne i dissidi e di ampliare, il più possibile, il punto di vista delle scienze particolari.

Aliotta afferma che l'unico metodo che consente la ricerca della verità sia l'esperimento; la verità stessa non è assoluta e unica ma prevede vari livelli, i superiori dei quali sfruttano e inglobano quelli inferiori.

La ricerca filosofica possiede, secondo l'autore, un formidabile strumento di indagine e di verifica che si chiama "storia".
In alcuni scritti successivi ("Il sacrificio come significato del mondo",1947), pubblicati nel secondo dopoguerra, Aliotta sembra avvicinarsi a un modello di pensiero a metà strada tra il pragmatismo e lo spiritualismo, nel quale mette in rilievo l'esperienza morale e il sacrificio, considerato come l'esempio di realizzazione più elevato, sia per l'individuo sia per la collettività.

## Opere principali
- Classici del pensiero: Platone - Aristotele - Lucrezio - Epitteto (1911)
- La reazione idealistica contro la scienza (1912)
- La guerra eterna e il dramma dell'esistenza (1917)
- L'estetica di Kant e degli idealisti romantici (1942)
- Il sacrificio come significato del mondo (1947)
- Il relativismo dell'idealismo e la teoria di Einstein (1948)
- Evoluzionismo e spiritualismo (1948)
- Il problema di Dio e il nuovo pluralismo (1949)
- Le origini dell'irrazionalismo contemporaneo (1950)
- Pensatori tedeschi della prima metà dell'Ottocento (1950)
- Critica dell'esistenzialismo (1951)
- L'estetica di Croce e la crisi dell'idealismo italiano (1951)
- Il nuovo positivismo e lo sperimentalismo (1954)
- Cinquant'anni di relatività. 1905-1955 (con Giuseppe Armellini, Piero Caldirola, Bruno Finzi, Giovanni Polvani, Francesco Severi, Paolo Straneo), prefazione di Albert Einstein. Edizioni Giuntine e Sansoni Editore, Firenze, 1955